# 1621
1621 (MDCXXI) a fost un an comun al calendarului gregorian, care a început într-o zi de vineri.

## Evenimente
- septembrie: Începe a doua domnie a lui Ștefan Tomșa al II-lea în Moldova (1621-1623).
- Este încheiată Pacea polono-otomană de la Hotin.
- Otomanii prădează orașul Reni și satele aferente.

## Nașteri
- 8 iulie: Jean de La Fontaine, poet francez (d. 1695)

## Decese
- 28 ianuarie: Papa Paul al V-lea (n. Camillo Borghese), 68 ani (n. 1552)
- 15 februarie: Michael Praetorius, 50 ani, compozitor și muzicolog german (n. 1571)
- 28 februarie: Cosimo al II-lea de' Medici, Mare Duce de Toscana, 30 ani (n. 1590)
- 31 martie: Filip al III-lea al Spaniei, 42 ani (n. 1578)
- 6 aprilie: Maria Cristina de Habsburg, 46 ani, soția lui Sigismund Báthory (n. 1574)
- 21 iunie: Jan Jessenius, 54 ani, medic, om politic, filozof slovac (n. 1566)
- 2 iulie: Thomas Harriot (Hariot, Heriot), 61 ani, astronom englez, matematician, etnograf și traducător (n. 1560)
- 13 iulie: Albert al VII-lea, Arhiduce de Austria, 61 ani (n. 1559)
- 13 decembrie: Ecaterina Stenbock, 86 ani, a treia soție a regelui Gustav I al Suediei (n. 1535)